# Euloxia fugitivaria
Euloxia fugitivaria är en fjärilsart som beskrevs av Achille Guenée 1857. Euloxia fugitivaria ingår i släktet Euloxia och familjen mätare. Inga underarter finns listade i Catalogue of Life.